# Суарес, Клементина
Клементина Суарес (исп. Clementina Suárez; 12 мая 1902, Хутикальпа, Гондурас — 1991, Тегусигальпа, Гондурас) — гондурасская поэтесса, первая женщина, издавшая поэтический сборник в Гондурасе. Независимый образ жизни и глубоко интимная поэзия поэтессы разрушали стереотипы современного ей гондурасского общества.

## Биография
Клементина Суарес родилась в Хутикальпе 12 мая 1902 года в семье Луиса Суареса и Амелии, урождённой Селайи-Бустильо. Обучалась в государственной школе до пятого класса. В 1923 году, после смерти отца, Суарес пришлось покинуть семью и, в поисках работы, переехать из села в город. Она жила и работала в Трухильо, Ла Сейбе, Сан-Педро, Тела и, наконец, Тегусигулпе, и всё время писала стихи. Наконец Суарес поступила на работу к писателю Антонио Роса. За два года их совместного проживания у них родились две дочери. Вскоре после рождения последнего ребёнка, в 1929 году она покинула Росу и вышла замуж за Гильермо Бустильо-Рейне, с которым развелась менее чем через год.
Работала официанткой, чтобы как-то прокормить себя и детей, и продолжала литературную деятельность. Поэтесса носила шорты и бикини, восхищаясь своим телом не только в жизни, но и в своей поэзии. Её рассматривали как свободную женщину, независимую и откровенную. Столичное общество было потрясено тем, как она себя вела. Она выступала против стереотипов, связанных с «женским» поведением. Суарес стала также первой женщиной, которая издала поэтический сборник в Гондурасе. В 1970 году получила Национальную литературную премию имени Рамона Росы. 
89-летняя поэтесса 7 декабря 1991 года была найдена избитой без сознания в своём доме в Тегусигальпе и умерла 9 декабря 1991 года. Виновники так и не были найдены.

## Избранные сочинения
- «Кровоточащее сердце» (исп. Corazón sangrante, 1930)
- «Храмы Огня» (исп. Los Templos De Fuego, 1931)
- «Из моих последних суббот» (исп. De mis sábados el último, 1931)
- «Инициалы» (исп. Iniciales, 1931)
- «Шестерни, стихи в прозе и стихах» (исп. Engranajes, poemitas en prosa y en verso, 1935)
- «Парусники» (исп. Veleros, 1937)
- «От разочарования до надежды» (исп. De la desilusión a la esperanza, 1944)
- «Выросший с травой» (исп. Creciendo con la hierba, 1957)
- «Пою об отвоеванном отечестве и его герое» (исп. Canto a la encontrada patria y su héroe, 1958)
- «Знаки поэта» (исп. El Poeta y sus señales, 1969)